# Chociwel-Wieś
Chociwel-Wieś – wieś w Polsce położona w województwie zachodniopomorskim, w powiecie stargardzkim, w gminie Chociwel, na Pojezierzu Ińskim, położona 1 km na północny zachód od Chociwla (siedziby gminy) i 24 km na północny wschód od Stargardu (siedziby powiatu).
W latach 1975–1998 miejscowość należała administracyjnie do województwa szczecińskiego.